# Johann Adolf von Frentz
Johann Adolf Freiherr von Frentz (* nach 1628; † 24. Oktober 1699) war Domherr in Münster und Hildesheim.

## Leben
Johann Adolf Freiherr von Frentz entstammte als Sohn des rheinischen Landhofmeisters Adolf Sigismund von Frentz zu Kendenich und dessen Gemahlin Maria Katharina von Aldenbrück dem Adelsgeschlecht Raitz von Frentz, das zu den ältesten Schöffen- und Rittergeschlechtern der Reichsstadt Köln zählt. Die Familie wurde 1642 in den Reichsfreiherrnstand erhoben. Mit der Heirat im Jahre 1628 ging das Schloss Elsum in deren Besitz.
Durch kurfürstliche Provision vom 19. Dezember 1637 wurde Johann Adolf für die Dompräbende des verstorbenen Domherrn Hermann Nagel am 5. Februar 1638 präsentiert und kam am 26. Februar in den Besitz der Pfründe. Am 12. Oktober 1664 optierte er nach dem Verzicht des Johann Rotger Torck das Archidiakonat Stadtlohn.